# Star Trek: D·A·C
Star Trek: D·A·C (acronyme de Deathmatch. Assault. Conquest) est un jeu vidéo de type shoot them up édité par Paramount Digital Entertainment, sorti en 2009 sur Xbox 360 et Windows

## Accueil
- Jeuxvideo.com : 13/20[1]